# كلايتون هي-مان
كلايتون هي-مان هو لاعب كرة قدم برازيلي في مركز الدفاع، ولد في 5 مارس 1985 في كاسكافل في البرازيل. لعب مع São Francisco Futebol Clube (PA) ‏.

## وصلات خارجية
- كلايتون هي-مان على موقع Soccerway.com (الإنجليزية)